# Earl Tatum
William Earl Tatum (Mount Vernon, Nueva York, 26 de julio de 1953) es un exjugador de baloncesto estadounidense que disputó cuatro temporadas en la NBA. Con 1,96 metros de altura, lo hacía en la posición de escolta.

## Trayectoria deportiva

### Universidad
Jugó durante cuatro temporadas con los Golden Eagles de la Universidad Marquette, en las que promedió 10,9 puntos y 5,0 rebotes por partido. Durante las cuatro temporadas que Tatum permaneció en Marquette, el equipo se clasificó para el Torneo de la NCAA, llegando incluso a disputar la final en 1974. Todavía conserva el récord de su universidad de más canastas conseguidas (241) en una temporada. En 1976 fue además incluido en el tercer mejor quinteto All-American.

### Profesional
Fue elegido en la vigésimo primera posición del Draft de la NBA de 1976 por Los Angeles Lakers, donde tuvo una destacada actuación en su primera temporada como profesional, promediando 9,4 puntos y 3,5 rebotes por partido. Pocas semanas después de comenzada la temporada 1977-78 fue traspasado, junto con James Edwards a Indiana Pacers, a cambio de Adrian Dantley y Dave Robisch. Allí jugó como titular, completando la que sería su mejor campaña como profesional, al promediar 14,4 puntos y 4,0 rebotes por noche.
A pesar de ello, antes del comienzo de la temporada siguiente fue traspasado a Boston Celtics a cambio de una futura primera ronda del draft. Pero tras tres partidos en los que apenas jugó 12 minutos en cada uno de ellos, fue nuevamente traspasado, esta vez a Detroit Pistons, a cambio de Chris Ford. En los Pistons tuvo que conformarse con ser el suplente de M.L. Carr, promediando 7,8 puntos y 1,6 rebotes por partido. Al año siguiente fue enviado a Cleveland Cavaliers a cambio de Jim Brewer, donde una lesión en la rodilla hizo precipitar su retirada de las pistas.

## Estadísticas de su carrera en la NBA

### Temporada regular
| Temp.   | Edad | Equipo     | Liga | P   | TIT | MIN  | TC  | TCA  | %TC  | 3P  | 3PA | %3P  | TL  | TLA | %TL  | R.OF. | R.DEF. | REB | ASIS | ROB | TAP | PER | FP  | PTS  |
| 1976-77 | 23   | L.A.Lakers | NBA  | 68  |     | 18.4 | 4.2 | 8.9  | .466 |     |     |      | 1.1 | 1.5 | .720 | 1.2   | 2.3    | 3.5 | 1.7  | 1.3 | 0.3 |     | 2.5 | 9.4  |
| 1977-78 | 24   | TOTAL      | NBA  | 82  |     | 30.8 | 6.2 | 13.3 | .469 |     |     |      | 1.9 | 2.4 | .781 | 1.0   | 2.6    | 3.6 | 3.6  | 1.7 | 0.5 | 2.2 | 3.1 | 14.3 |
| 1977-78 | 24   | L.A.Lakers | NBA  | 25  |     | 26.5 | 6.1 | 12.6 | .487 |     |     |      | 1.8 | 2.4 | .763 | 0.9   | 2.7    | 3.6 | 2.8  | 1.5 | 0.4 | 2.1 | 3.4 | 14.0 |
| 1977-78 | 24   | Indiana    | NBA  | 57  |     | 32.6 | 6.3 | 13.6 | .462 |     |     |      | 1.9 | 2.4 | .788 | 1.0   | 2.6    | 3.6 | 4.0  | 1.8 | 0.5 | 2.3 | 3.0 | 14.4 |
| 1978-79 | 25   | TOTAL      | NBA  | 79  |     | 15.6 | 3.5 | 7.9  | .447 |     |     |      | 0.7 | 0.9 | .732 | 0.5   | 1.1    | 1.6 | 0.9  | 1.0 | 0.4 | 1.1 | 2.1 | 7.7  |
| 1978-79 | 25   | Boston     | NBA  | 3   |     | 12.7 | 2.7 | 6.7  | .400 |     |     |      | 1.3 | 1.7 | .800 | 0.3   | 1.0    | 1.3 | 0.3  | 0.0 | 0.3 | 1.0 | 2.3 | 6.7  |
| 1978-79 | 25   | Detroit    | NBA  | 76  |     | 15.7 | 3.6 | 8.0  | .448 |     |     |      | 0.6 | 0.9 | .727 | 0.5   | 1.1    | 1.6 | 0.9  | 1.0 | 0.4 | 1.1 | 2.1 | 7.8  |
| 1979-80 | 26   | Cleveland  | NBA  | 33  |     | 6.8  | 1.1 | 2.8  | .383 | 0.1 | 0.2 | .333 | 0.3 | 0.6 | .579 | 0.3   | 0.5    | 0.8 | 0.6  | 0.5 | 0.2 | 0.5 | 0.9 | 2.6  |
| Total   |      |            | NBA  | 262 |     | 20.0 | 4.2 | 9.2  | .459 | 0.1 | 0.2 | .333 | 1.1 | 1.5 | .746 | 0.8   | 1.8    | 2.6 | 1.9  | 1.2 | 0.4 | 1.5 | 2.4 | 9.6  |

### Playoffs
| Temp.   | Edad | Equipo     | Liga | P  | MIN | TCA | TC  | 3PA | 3P | TLA | TL | R.OF. | REB | ASIS | ROB | TAP | PER | FP | PTS | %TC  | %3P | %FT  | MIN  | PTS  | REB | AST |
| 1976-77 | 23   | L.A.Lakers | NBA  | 11 | 356 | 67  | 134 |     |    | 16  | 24 | 16    | 54  | 27   | 15  | 9   |     | 34 | 150 | .500 |     | .667 | 32.4 | 13.6 | 4.9 | 2.5 |
| Total   |      |            | NBA  | 11 | 356 | 67  | 134 |     |    | 16  | 24 | 16    | 54  | 27   | 15  | 9   |     | 34 | 150 | .500 |     | .667 | 32.4 | 13.6 | 4.9 | 2.5 |